# Вишнёвое (Вольнянский район)
Вишнёвое (укр. Вишневе) — село,
Павловский сельский совет,
Вольнянский район,
Запорожская область,
Украина.
Код КОАТУУ — 2321586103. Население по переписи 2001 года составляло 39 человек.

## Географическое положение
Село Вишнёвое находится на расстоянии в 0,5 км от села Спасовка и в 1-м км от города Вольнянск.
Рядом проходит автомобильная дорога Н-15.

## История
- 1925 год — дата основания.